# Janusz Wojciechowski
Janusz Czesław Wojciechowski (n. 6 decembrie 1954, Rawa Mazowiecka, voievodatul Łódź, Polonia) este un om politic polonez, fost membru al Parlamentului European în perioada 2004-2009 din partea Poloniei. Din 2019 el ocupă funcția de comisar european pentru Agricultură și Dezvoltare Rurală în cadrul Comisiei Europene.